# Das Schwarze Auge (Computerspielreihe)

Logo der 4. Regelwerksedition von Das Schwarze Auge

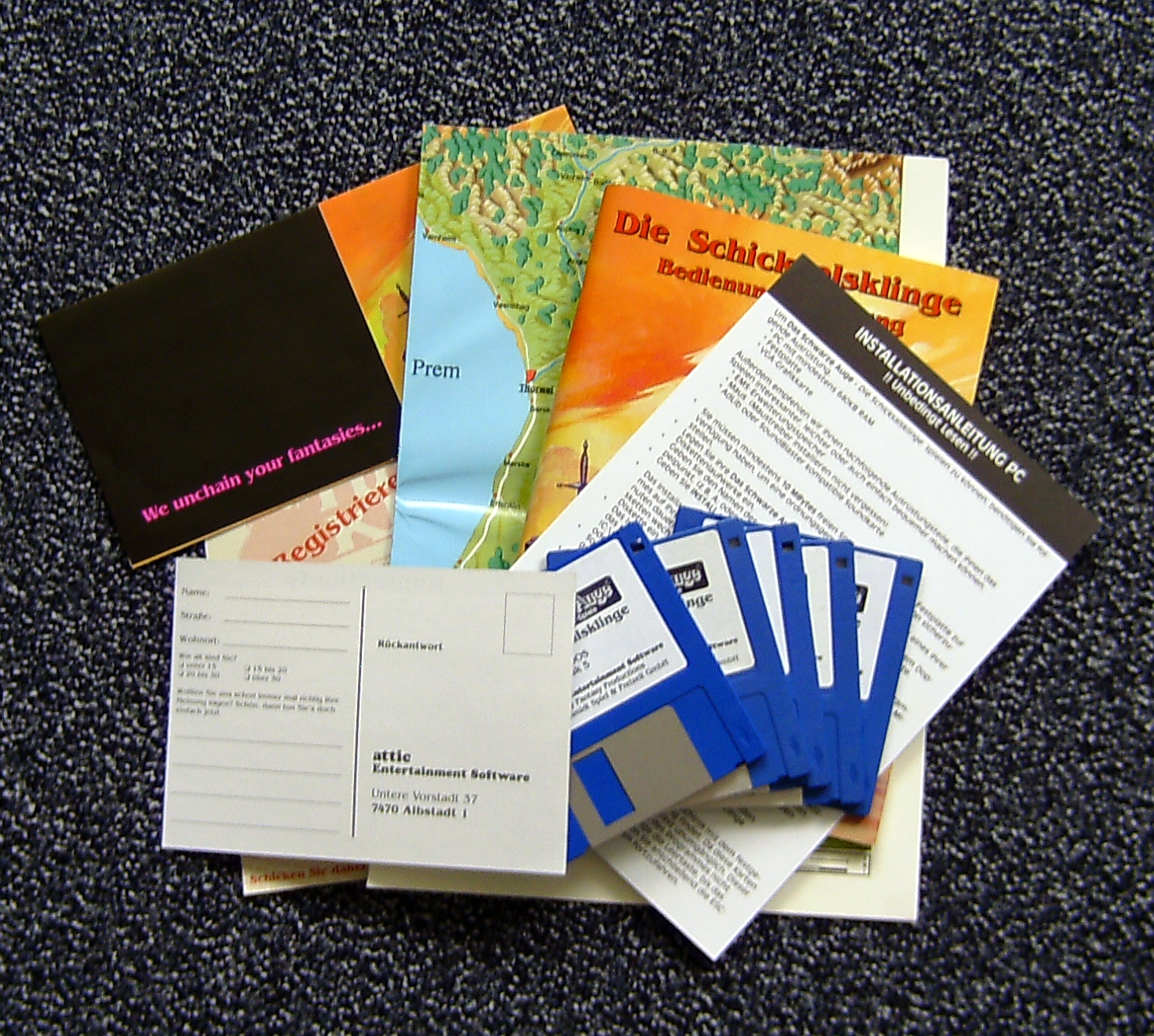
Verpackungsinhalt von Das Schwarze Auge – Die Schicksalsklinge (DOS)

Das Schwarze Auge ist der Oberbegriff mehrerer Computer-Rollenspiele, die wie das Pen-&-Paper-Rollenspiel Das Schwarze Auge (DSA) in der Spielwelt „Dere“ auf dem Kontinent „Aventurien“ spielen, und in denen die Regeln dieses Pen-&-Paper-Rollenspiels angewandt werden.

## Die Nordland-Trilogie
Das Schwarze Auge wurde mit der Nordland-Trilogie von Attic erstmals auf den Computer übertragen. Der Spieler übernimmt die Führung einer Gruppe aus bis zu sechs Helden. Das Rollenspiel-System der Computerspiele beruht auf einer frühen Version der 3. Edition der Pen&Paper-Rollenspiel Vorlage Das Schwarze Auge. Man spielt die Spiele in unterschiedlichen Ansichten: in Städten und Dungeons in 3D, in den Außenwelten reist man in der Kartenansicht und bei Kämpfen schaltet das Spiel in die taktische 2D-Draufsicht (isometrische Perspektive).
Die Spiele von Attic gehörten in den 1990ern zu den wenigen deutschen Computerspielen, die auch auf dem internationalen Markt erfolgreich waren. Dort wurde die Trilogie von Sir-Tech und U.S. Gold unter dem Namen Realms of Arkania vertrieben.
Alle drei Teile der Trilogie wurden von TopWare Interactive später einzeln und als Sammlung unter dem Titel Die Nordland-Trilogie wieder veröffentlicht. Die Spiele waren außerdem Bestandteile der Spielesammlungs-Serie Gold Games. In der ersten Ausgabe waren Die Schicksalsklinge und Sternenschweif enthalten, in Gold Games 2 fand sich Schatten über Riva. 2001 wurden alle drei Spiele gemeinsam unter dem Titel Nordlandtrilogie des schwarzen Auges von dtp entertainment unter dem Label Shoebox als Sammlung veröffentlicht. 2008 wurde sie abermals von JoWooD neu aufgelegt. Die JoWooD-Version von 2008 wurde aufgrund diverser Mängel (fehlende CD-Audio-Musik, fehlender Expertenmodus) jedoch vielfach kritisiert. Erst die Heldenedition vom Oktober 2011 (überarbeitet von Homegrown Games, veröffentlicht von UIG Entertainment) enthielt alle CD-Audio-Tracks, den Expertenmodus sowie einige neue, aufeinander abgestimmte Heldencharaktere. Zudem wurde DSA-Bonusmaterial beigelegt.
Wenige Jahre später begann die Arbeit an einer Neuauflage in zeitgemäßer 3D-Grafik, veröffentlicht von UIG Entertainment. Am 14. März 2014 kam Die Schicksalsklinge in HD auf den Markt, am 30. Januar 2018 folgte die Veröffentlichung von Sternenschweif. Beide Spiele sind für PC, PS4 und Xbox One verfügbar.

## Drakensang-Reihe
Das deutsche Entwicklerstudio Radon Labs erwarb bereits im Jahr 2001 die DSA-Lizenz. Nachdem ein Publishingvertrag mit dtp entertainment geschlossen worden war, begann man 2005 mit der Entwicklung eines neuen DSA-Computerspiels. Am 1. August 2008 erschien schließlich das Spiel Das Schwarze Auge: Drakensang, das keinen Bezug mehr zur Nordlandtrilogie hat. Drakensang wurde von der Fachpresse sehr positiv bewertet und verkaufte sich über 200.000 Mal.
Am 19. Februar 2010 erschien der Nachfolger Drakensang: Am Fluss der Zeit, der zeitlich vor dem ersten Teil spielt. Kurze Zeit nach Release begann Radon Labs mit der Entwicklung des dazugehörigen Add-Ons Phileassons Geheimnis. Nach Problemen mit einem Investor musste Radon Labs im Mai 2010 Insolvenz anmelden und wurde infolgedessen vom Hamburger Browserspiel-Entwickler Bigpoint übernommen. Das Add-On erschien noch im August 2010, wurde von der Fachpresse jedoch nur noch durchschnittlich bewertet.
Mit Drakensang Online kündete der neue Besitzer Bigpoint schließlich ein Action-Rollenspiel an, das ohne DSA-Lizenz und als reines Browserspiel erschienen ist. Es spielt nicht in der Aventurien-Welt und hat nichts mit Das Schwarze Auge zu tun.

## Satinavs Ketten & Memoria

Logo

Im November 2010 kündigte die Hamburger Firma Daedalic Entertainment die Entwicklung des Adventures namens Satinavs Ketten an. Es handelt sich dabei um ein eher düsteres, klassisches Point-and-Click-Adventure mit handgezeichneten 2D-Hintergründen. Das Spiel wurde am 22. Juni 2012 veröffentlicht.
Die Hauptfigur ist der Vogelfänger und Magiedilettant Geron, dem im Kindesalter ein Seher einst die Verantwortung für ein großes Unglück vorhergesagt hatte. Als seine Heimatstadt Andergast schließlich von einer mysteriösen Krähenplage heimgesucht wird, muss sich Geron seiner Prophezeiung stellen.

Logo zu Memoria

Im März 2013 kündigte Daedalic mit Das Schwarze Auge: Memoria die Entwicklung eines Nachfolgers zu Satinavs Ketten offiziell an. Das Spiel erschien am 30. August 2013.

## Herokon Online

Logo

Am 1. November 2011 wurde von den Silver Style Studios das Browserspiel Herokon Online angekündigt, das inzwischen eingestellt wurde.
Herokon Online ist ein MMORPG und soll den vollständigen DSA-Kontinent Aventurien spielbar in digitaler Form abbilden. Die Entwickler legen nach eigener Aussage hohen Wert auf die detailgetreue Darstellung der Spielwelt und des Regelwerks, sie wollen außerdem die aktive DSA-Spielergemeinschaft in die Entwicklung des Browsergames einbeziehen.
Herokon Online ist mit einem Browser und installiertem Flash Player ab Version 11 spielbar und finanziert seine Entwicklung über das Free-to-play-Modell: Kostenpflichtige Spielinhalte werden mit der virtuellen Währung „Platin“ bezahlt, die innerhalb des Spieles über Mikrotransaktionen erworben werden kann. Die Spielwelt Aventurien soll jedoch vollständig ohne Premiumpunkte zugänglich und spielbar bleiben.

## Demonicon
Am 20. Dezember 2008 kündigte The Games Company offiziell an, dass das interne Entwicklerstudio Silver Style Entertainment den Titel Das Schwarze Auge: Demonicon entwickelt. Nach der Insolvenz von The Games Company wurden die verbliebenen Entwickler und die Rechte am Projekt von Kalypso Media übernommen. Unter der neuen Studiobezeichnung Noumena Studios arbeitete das Team weiter an der Fertigstellung des Spiels. Nach Entwicklerangaben handelt es sich bei Demonicon um ein Action-Rollenspiel im Stil von The Witcher.
Das Spiel erschien im Oktober 2013.

## Blackguards
Im August 2012 berichtete das Online-Spielemagazin GamersGlobal.de, dass Daedalic an zwei weiteren DSA-Spielen arbeite, darunter ein Rundenstrategie-Spiel mit dem Arbeitstitel Circle of Legends. Letzteres wurde durch entsprechende Vorbestellmöglichkeiten führender Onlineshops bestätigt. Im März 2013 kündigte Daedalic das Spiel schließlich mit dem Titel Das Schwarze Auge: Blackguards offiziell an. Der offizielle Erscheinungstermin war schließlich der 24. Januar 2014.
Am 20. Januar 2015 veröffentlichte Daedalic Entertainment mit Blackguards 2 den zweiten Teil von Blackguards.

## Book of Heroes
Am 9. Juni 2020 wurde ein neues Rollenspiel aus der Welt des Schwarzen Auges veröffentlicht. Aus vier aventureischen Rassen und 12 Professionen kann ein Charakter generiert und individuell gestaltet werden. Das Spiel ist in isometrischer Darstellung gehalten (ähnlich wie bspw. Baldurs Gate) und bietet so einen guten Überblick über das (Kampf-)Geschehen. Das neue Multiplayer-RPG von Wild River Games ist für den PC (via Steam) erhältlich.

## Forgotten Fables: Wolves on the Westwind
Am 25. Mai 2022 erschien mit Forgotten Fables: Wolves on the Westwind ein Visual Novel für den PC (via Steam) und iOS, welches im Norden Aventuriens angesiedelt ist.

## Handyspiele
Zwischen 2003 und 2005 veröffentlichte der Software-Lizenzhalter Chromatrix in Zusammenarbeit mit dem Entwickler Elkware mehrere Handyspiele auf Java-Basis J2ME. Dabei handelt es sich zumeist um Umsetzungen sogenannter Soloabenteuer aus dem Pen-&-Paper-Rollenspiel.
Veröffentlichte Titel:
- Absolute Macht
- Arena
- Blutrache
- Dämonenfluch
- Die Grabräuber
- Drachenfeuer
- Gefährliches Erbe
- Geheimnis der Zyklopen
- Nedime – Die Tochter des Kalifen
- Schwerter und Rosen
- Sumpf des Verderbens
- Unter Piraten!
- Zorn der Eiselfen

Auf der Dreieich-Con 2011 kündigte Chromatrix in Zusammenarbeit mit Herokon-Entwickler Silver Style Entertainment die Arbeiten an einem neuen rundenbasierten Strategiespiel für Smartphones namens Unter dem Kupfermond an. Dieser Titel war bereits in Zusammenarbeit mit Elkware konzipiert, bis zu diesem Zeitpunkt aber nie umgesetzt worden. Im Juli 2012 wurde bekannt, dass der Titel zu einer Trilogie mit den Einzeltiteln Blutmond, Rachemond und Kupfermond ausgebaut werden solle.
In Zusammenarbeit mit Entwicklerstudio Sprylab erschien am 11. September 2013 mit Hexenwald ein Spiel für iOS- und Android-Smartphones, das mit Hilfe von Augmented-Reality-Technik den Berliner Tiergarten als Spielumgebung nutzt.

## Browserspiele
Nach Einstellung der Handyspiele portierte Lizenzhalter Chromatrix die Handyspiele auf seine Webplattform dsa-games.de und erweiterte die Auswahl um weitere Titel. Eine Reihe von vier Abenteuern wurde begleitend zu den Computerspielen der Drakensang-Reihe veröffentlicht und sind thematisch mit diesen verknüpft.
Veröffentlichte Titel:
Einzeltitel:
- Absolute Macht
- Blutrache
- Dämonenfluch
- Das Schiff in der Flasche
- Der Götze der Mohas
- Die Grabräuber
- Drachenfeuer
- Geheimnis der Zyklopen
- Gefährliches Erbe
- Nedime – Die Tochter des Kalifen
- Schwerter und Rosen
- Stunden der Entscheidung
- Sumpf des Verderbens
- Unter Piraten!
- Yaquirwellen
- Zorn der Eiselfen

Drakensang-Reihe:
- Saat des Zorns I
- Saat des Zorns II
- Todespfad
- Verschwörung in Ferdok

Feuersturm-Trilogie:
- Feuer und Asche
- Himmelsbrand
- Kaiserturnier
- Krieg um die Krone

Am Fuß des Geisterfelsens:
- Das Dschungelgrab
- Die Mondsilberkugel

Schatzsucher:
- Pfad der Elfe
- Pfad der Kriegerin
- Pfad des Abenteurers
- Pfad des Magiers
- Pfad des Zwerges
- Pfad des Schatzes

## Eingestellte Projekte

### Legenden der Magierkriege
Mit Legenden der Magierkriege (englisch The Lady, the Mage and the Knight, beides oft mit LMK abgekürzt) wollte Attic in Zusammenarbeit mit den Larian Studios Ende der Neunziger noch einmal ein weiteres Rollenspiel im DSA-Universum auf den Markt bringen. Das Spiel sollte wie seine Vorgänger ebenfalls in Aventurien spielen, während die Handlung allerdings 400 Jahre vorverlegt wurde. In dieser Zeit der Magierkriege sollte man auf der Insel Rulat einer geheimnisvollen Krankheit auf die Spur kommen. Eine junge Elfe, ein Ritter und ein mysteriöser Magier werden an Bord eines Schiffes vor der Küste der Insel von einem fürchterlichen Sturm erfasst. Das Schiff sinkt und die Helden können sich mit letzter Not ans Ufer schleppen, wo ihr Abenteuer allerdings erst beginnt.
Nachdem bereits einige Printmagazine ausführliche Berichte über das Projekt veröffentlicht hatten, wurde es im fortgeschrittenen Entwicklungsstadium im Juli 1999 endgültig eingestellt. Viele Faktoren wurden als Grund für das Scheitern aufgezählt, die von Geldproblemen über die Kündigung der Partnerschaft mit den Larian Studios bis zur Trennung vom Vertriebspartner Infogrames reichten.
Im Gegensatz zum weitverbreiteten Glauben veröffentlichten die Larian Studios das Spiel nicht als Divine Divinity. Divine Divinity wurde nach der Trennung von Attic mit dem Arbeitstitel Project C begonnen. Im Spiel Divine Divinity lassen sich – als Hinweis auf The Lady the Mage and the Knight – drei Gräber finden: Eines für eine Lady (eine Elfe), eines für einen Magier (englisch Mage), und eines für einen Ritter (englisch Knight). Somit ist Legenden der Magierkriege symbolisch bestattet worden.

### Armalion
Entwickler Ikarion wollte 2001 unter dem Titel Armalion eine Umsetzung des gleichnamigen DSA-Moduls auf die Bildschirme zaubern. Auch dieses Projekt wurde schon nach kurzer Entwicklungszeit auf Eis gelegt, da die Entwicklerfirma Konkurs anmelden musste. Auch diesmal wurden vor allem Zerwürfnisse mit dem Vertriebspartner JoWooD als Grund für das Scheitern genannt. Später wurden die Reste des Gütersloher Spieleentwicklers Ascaron aufgekauft, welcher auch einige ehemalige Projekt-Mitarbeiter engagierten. Auf dem Armalion-Fundament (das Spiel soll zu 60 % bis 70 % fertig gewesen sein) entstand das Action-Rollenspiel Sacred, das auch einigen Erfolg verbuchen konnte. Im Action-Rollenspiel Sacred lassen sich für geübte Augen durchaus noch Reste von Armalion finden. So sind zum Beispiel alle Charaktere des Spieles vorhanden – wenn auch mit neuen Rollen, und diverse Symbole der aventurischen Götterwelt haben sich ebenfalls erhalten. So lässt sich im Spiel eine Grabstätte finden, welche die Inschrift „Hier liegt A. R. Malion“ aufweist. Auf diese Weise wurde Armalion symbolisch bestattet.

## Inoffizielle Projekte
Nach der Jahrtausendwende gab es auch ein Projekt, das einen Ultima-Online-Freeshard auf DSA-Basis erstellen wollte. Aufgrund von lizenzrechtlichen Problemen mit FanPro wurde daraus aber dann der Freeshard Siebenwind mit einem eigenen Hintergrund.
Bereits seit 1996 existiert ein Multi User Dungeon namens „Gueldenland“. Trotz des Namens basiert das Spiel auf Aventurien.